# Cireres de la muntanya d'Alacant
Cireres de la muntanya d'Alacant és una Indicació Geogràfica Protegida creada el 19 de juny de 1988 que protegeix i identifica el cultiu de la cirera en diversos municipis del País Valencià pertanyents a les províncies d'Alacant i València.

## Història
La cirera va ser introduïda pels romans en terres valencianes encara que va ser en l'època musulmana quan es van perfeccionar les tècniques de cultiu i aquest va arribar al seu màxim desenvolupament.
Des d'aleshores, el cultiu de la cirera és tradicional al nord d'Alacant i sud de València, el cultiu de la qual és moltes vegades efectuat en xicotetes explotacions familiars.

## Zona geogràfica
La cirera de la muntanya d'Alacant es conrea als següents municipis:
Agres, Alcosser de Planes, Alcoi, Alfafara, Almudaina, Beneixama, Beniarrés, Benillup, Benimarfull, Biar, Castalla, Cocentaina, Confrides, Quatretondeta, Gaianes, Gorga, Ibi, Xixona, l'Orxa, Millena, Monòver, Muro d'Alcoi, Penàguila, el Pinós, Planes, Tollos, la Vall d'Alcalá, la Vall d'Ebo, la Vall de Gallinera, la Vall de Laguar i Villena, a la província d'Alacant, i a Bocairent i Ontinyent, a la província de València.

## Varietats
Les varietats protegides són Burlat, Tilagua, Planera, Nadal i Picota com a varietats principals i Star Hardy Giant, Bing i Van com a polinitzadores.